# Hôtel Beauharnais
Hôtel Beauharnais je městský palác v Paříži v 7. obvodu v ulici Rue de Lille. Palác byl tradičním sídlem německého velvyslanectví, dnes slouží jako rezidence německého velvyslance v Paříži.

## Historie
Palác dokončil v roce 1714 architekt Germain Boffrand (1667-1754) pro markýze de Torcy, diplomata a ministra zahraničí Ludvíka XIV. V roce 1803 jej koupil Evžen de Beauharnais, nevlastní syn Napoleona a italský vicekrál, po kterém nese palác své jméno. Ten nechal budovu přestavět do empírového stylu. V roce 1818 získal palác Fridrich Vilém III. do majetku Pruska a stal se sídlem velvyslanectví. V roce 1862 zde krátce pobýval Otto von Bismarck jako pruský vyslanec. V roce 1938 zde židovský mladík Herschel Grynszpan spáchal atentát na diplomata Ernsta Eduarda vom Ratha, což bylo záminkou k rozpoutání tzv. křišťálové noci. Velvyslanectví zde sídlilo až do roku 1944, kdy byla budova zabavena. V roce 1951 byl zapsán mezi historické památky a roku 1961 byl vrácen Spolkové republice. Protože v té době Německo mělo novou budovu velvyslanectví poblíž Palais de la découverte na Avenue Franklin D. Roosevelt, nemohl již být využit jako sídlo velvyslanectví. V letech 1964-1968 byl palác v nákladu 17 miliónů marek renovován a slouží k reprezentativním účelům, především jako sídlo velvyslance.
Od roku 2002 budovu podrobně zdokumentovalo Německé fórum pro dějiny umění (Deutsche Forum für Kunstgeschichte). V této souvislosti byl v roce 2004 restaurován Zelený salón a obnovena zahrada podle plánů z roku 1817.

## Architektura
Rezidence leží východně od budovy Národního shromáždění a západně od Musée d'Orsay na levém břehu řeky Seiny. Na jihu k ulici Rue de Lille se nachází za vysokou zdí nádvoří. Portikus připomíná egyptské stavby, je vyroben ze dřeva se štukovými obklady a upomíná na Napoleonovo tažení do Egypta. Interiér a nábytek je zařízen v empírovém slohu, opěrky mají tvar labutích krků, nohy křesel tlapy lvů, sochy Sfingy nebo turecký budoár jsou umělecky mimořádně hodnotné. Na severu se rozkládá zahrada s výhledem na Seinu a Jardin des Tuileries na druhém břehu. Pozemek má rozlohu 3736 m2 a podlahová plocha 6550 m2.